# 九鼎
九鼎，据传是禹在建立夏朝後，用天下九牧所貢之金鑄成，象徵九州。《春秋公羊傳註疏》认为九鼎代表天子的地位：祭祀的时候士用一鼎或三鼎，大夫用五鼎，诸侯用七鼎，而天子才能用九鼎，祭祀天地祖先時行九鼎大禮。《尚書正義》则在第十五卷《召誥》中倾向于“九鼎”其实只是一只鼎。因为「九牧贡金为鼎」，所以名叫“九鼎”。无论哪种解释，鼎在早期中國歷史上都是國家擁有政權的象徵，進而成為國家傳國寶器。「定鼎」一詞，也成為定都的雅稱。「問鼎」一詞，也成為謀求取得天下或圖謀奪取政權的代稱。「一言九鼎」一詞，也用於形容說話算話，絕不更改。
據說，秦滅周翌年，即把周室的九鼎西遷至咸陽。也有傳說滅周時九鼎沉沒於泗水、彭城，秦始皇出巡泗水、彭城，曾派人潛水打撈，結果徒勞無功。

## 來歷
《左傳》稱夏邦有德，九個遠邦首長朝貢青銅，鑄成九鼎，以象萬物，使人民能辨別神怪。《史記》以鑄九鼎者為禹，引述當時官員的說法，稱禹收九州首長貢獻之青铜，鑄成九鼎，以享祭上帝鬼神，《帝王世紀》稱禹鑄鼎處為荊山。《墨子》則稱九鼎是啟命蜚廉於山川採礦，而於昆吾鑄鼎。
傳說各鼎之上刻有各州的地理情况、貢賦定數，以及景色。據傳說，鼎有之千鈞重，合约7.5噸(另有一說為合6.66噸，因秦漢以前的斤約為222克，1鈞為30斤)。

## 變遷

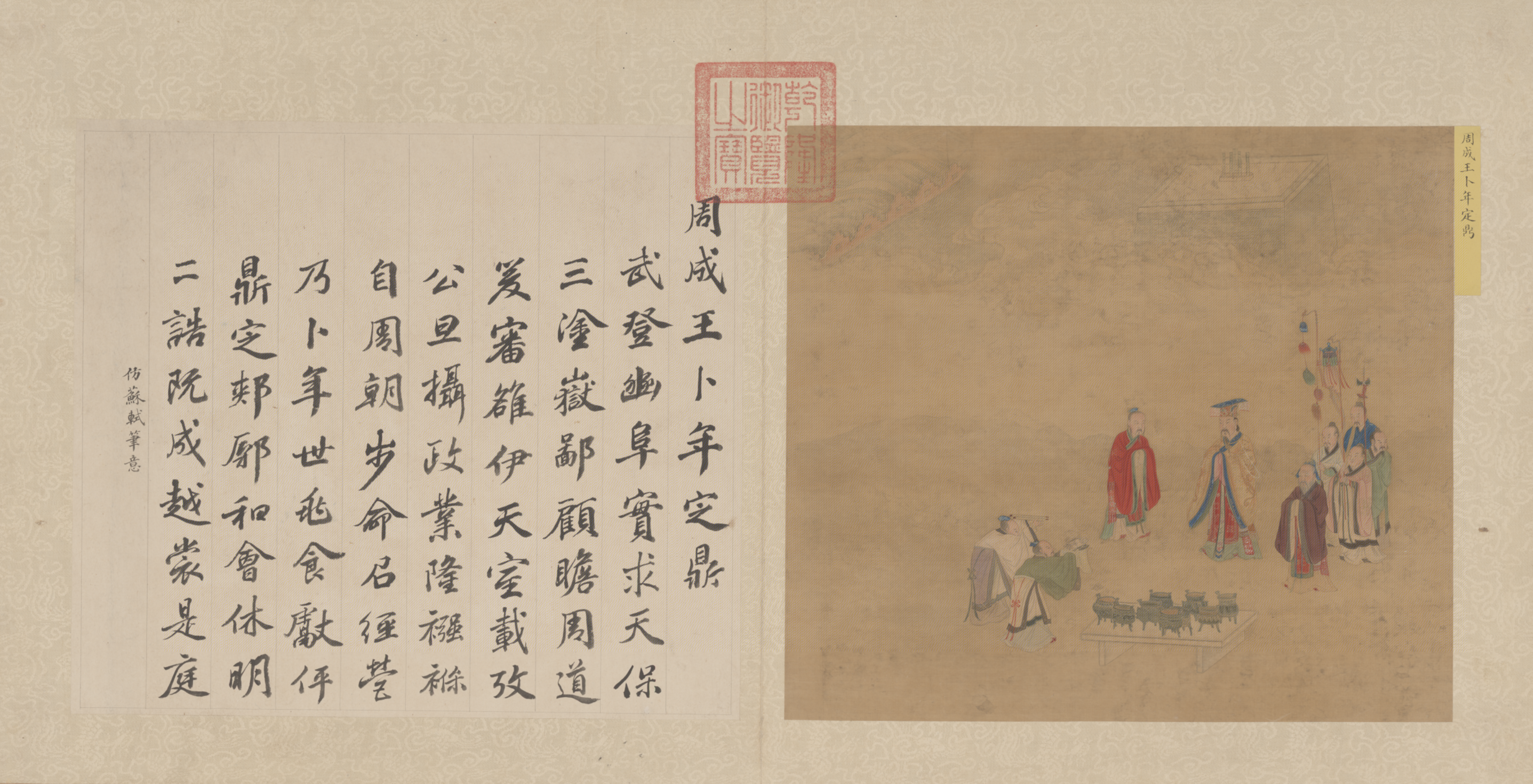
清代女画家陈书绘制的周成王卜年定鼎图

商湯逐走夏桀後，將九鼎遷至其都。盤庚定都於殷後，九鼎遷移至此。周武王滅商後，曾公開展示九鼎。周成王即位後，周公旦營造洛邑，將九鼎遷至該城，并請成王親自主持祭禮，將九鼎安放在太廟之中。《墨子·耕注》：夏后氏失之，殷人受之；殷人失之，周人受之。夏后、殷、周之相受也。
東周開始後，周朝王室衰落，各諸侯開始覬覦王權。周定王時，楚庄王首次“問鼎之輕重”，被周大夫王孙满駁回。後楚靈王一度也動心問鼎，因國內發生叛亂，未果。
秦惠王時，張儀制定策略，希望能奪得九鼎以號令諸侯，楚頃襄王、齊王亦希望爭奪寶鼎。周赧王周旋於兩國以及魏國、韓國之間，令其相互制約，得保九鼎不失。

## 失落

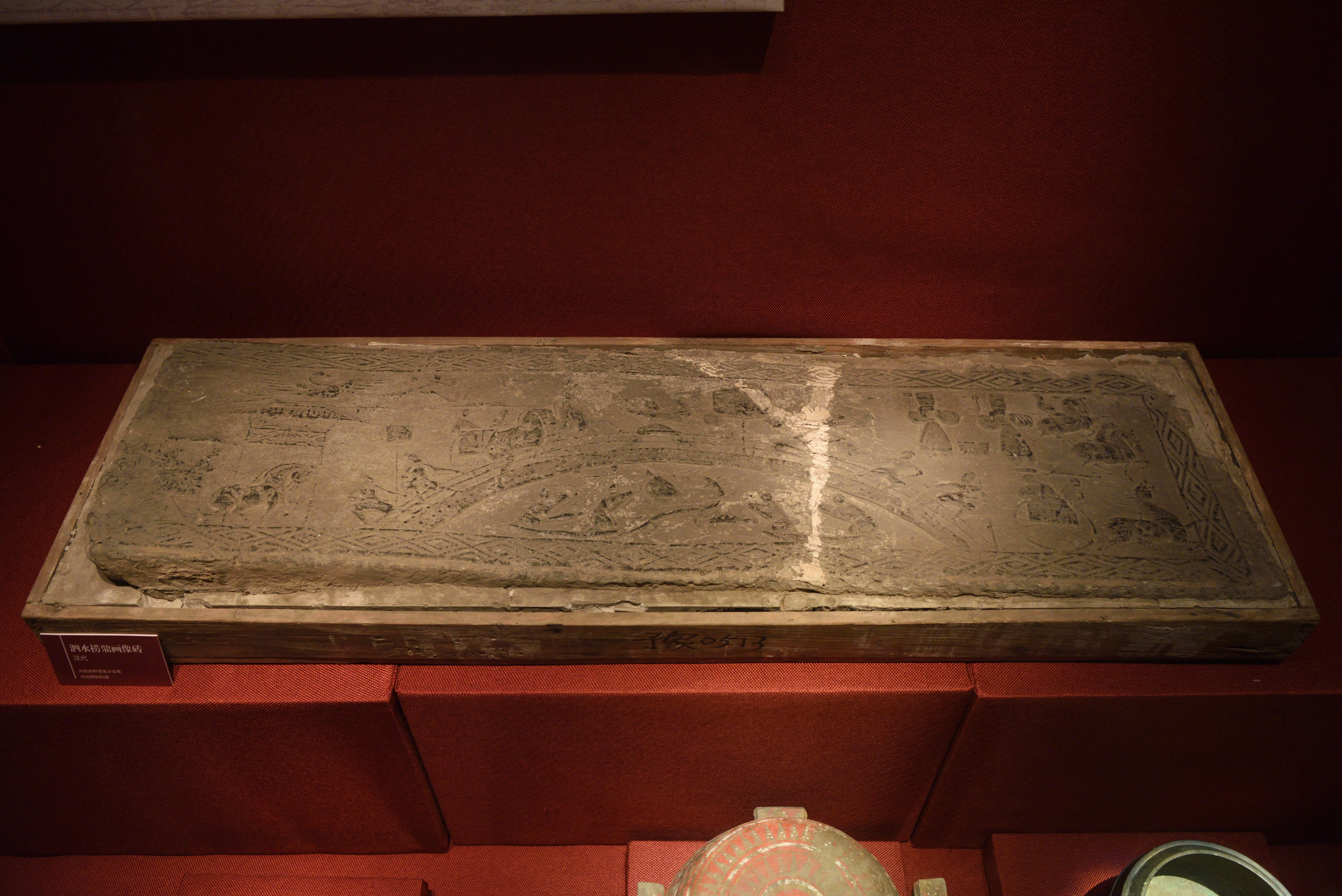
河南博物院藏汉代泗水捞鼎画像砖

秦滅周之後，九鼎失去下落，各種典籍對其下落莫衷一是，有幾種說法：
1. 秦昭襄王時代秦滅周後將其遷入秦；
2. 周顯王三十三年（前336年）[14]，或四十二年（前327年），「宋太丘社亡，而鼎沒於泗水彭城下」；
3. 周末戰亂時被熔化鑄錢或兵器。

根據司馬遷和王充的記載，秦始皇和漢文帝均在泗水設法打撈過九鼎，均沒有結果。

## 重鑄
後世帝王亦曾屢次重鑄九鼎，以武則天萬歲通天元年和宋徽宗崇寧四年兩次最為有名。
崇寧四年（1105年），宋徽宗以銅二十二萬斤鑄造九鼎，裝飾以黄金，并仿明堂，在中太一宫之南建造九成宫，内有九室，陳列九鼎。中央之鼎為帝鼎，東方為蒼鼎，南方為彤鼎，北方為宝鼎，東北為牡鼎，東南為冈鼎，西南為阜鼎，西方為晶鼎，西北為魁鼎。政和七年（1112年）又鑄造了“神霄九鼎”，分别命名為“太極飛雲洞劫之鼎”、“蒼梧祀天贮醇之鼎”、“山岳五神之鼎”、“精明洞渊之鼎”、“天地陰陽之鼎”、“混沌之鼎”、“浮光洞天之鼎”、“靈光晃曜炼神之鼎”、“蒼龜大蛇蟲魚金輪之鼎”。
2006年，位於北京的中國國家博物館重鑄九鼎，永久放置在館内展出供遊客參觀。